# Хакеры: Герои компьютерной революции
Хакеры: Герои компьютерной революции (англ. Hackers: Heroes of the Computer Revolution) — книга Стивена Леви о движении хакеров, выпущенная в 1984 году. Автор описывает людей, технологии и события, которые формировали этические принципы и мировоззренческие основы движения со времён первых хакеров Массачусетского технологического института.
В 1994 году было выпущено новое издание книги, содержащее главу «Заключение: Десять лет спустя», в которой автор подводил краткий итог развития движения в этот период. В 2010 году издательство O’Reilly Media в честь двадцатипятилетия выпустила обновлённую и дополненную редакцию.

## Описание основ и принципов хакерского движения
Первый и основной принцип хакерского движения, выдвинутый автором, — этика хакеров. По словам Леви, идеи движения можно сформулировать следующим образом:
1. Доступ к компьютерам — и любым другим средствам познания устройства мира — для каждого должен быть неограниченным.
2. Информация должна быть свободной.
3. Недоверие властям и продвижение принципа децентрализации.
4. Оценивать хакера можно лишь по его достижениям. Ни положение в обществе, ни возраст, ни раса не играют при этом никакой роли.
5. С помощью компьютера каждый может создавать произведения искусства.
6. Компьютеры могут изменить жизнь к лучшему.

Этика хакеров пропитана идеей о том, что каждый человек должен вносить свой вклад в развитие общества. В этом выражается протест хакеров против власти, ограничивающей компьютерную свободу отдельного человека. Каждый хакер оценивается лишь по его достижениям, в противовес общепринятым системам, которые диктует современная власть. В качестве примера таких систем обычно приводят школы и университеты, где формируется основа мировоззрения человека. Этика хакеров часто идеализирует само понятие «хакерство», возводя его в ранг искусства.
Согласно Мануэлю Кастельсу, этика хакеров находит всё новые и новые отклики не только в сообществах, но и в социальных, политических и финансовых отраслях современных государств. Стивен Леви, в противовес негативной оценке средств массовой информации, пишет в своей книге о том, что в некотором смысле движение хакеров затрагивает все грани жизни человека.